# In medias res
In medias res, auch medias in res, ist eine lateinische Phrase und bedeutet „mitten in die Dinge“.

## Herkunft
Die Wendung stammt aus Horaz’ ars poetica, wo der römische Dichter den Erzählstil des griechischen Dichters Homer in Ilias und Odyssee lobt. Im Original heißt es: 

"Semper ad eventum festinat et in medias res

non secus ac notas auditorem rapit, et quae

desperat tractata nitescere posse relinquit."

"Immer zum Ende hin strebt er und in die Mitte der Handlung,

wie in vertraute Umgebung reißt er den Hörer hinein und,

was nicht Spannung verheißt, lässt er weg und behandelt's erst gar nicht."

(Hor. Ars, 148-150)

## Verwendung
So heißt es auch heute noch in der Literaturwissenschaft „der Erzähler geht in medias res“ (vgl. auch "Show, don’t tell"). In der klassischen Erzählung bedeutet in medias res „in voranschreitender Handlung“.
Das unrühmliche Gegenteil von in medias res ist nach Horaz ein Beginn ab ovo („vom Ei an“), bei dem eine erschöpfende Einführung den Einstieg in die Handlung in die Länge zieht. So preist er auch hier Homer dafür, dass dieser seine Erzählung des Trojanischen Krieges nicht mit der Geburt Helenas, bzw. dem Ei der Leda beginnt. Die Sage, dass Helena aus einem von zwei Eiern schlüpft, die Leda nach ihrer Paarung mit Zeus als Schwan ausgebrütet hat, ist für die Handlung nicht von Interesse:

"Nec gemino bellum Troianum orditur ab ovo."

"Nicht mit dem doppelten Urei geht sein trojanischer Krieg los."

(Hor. ars, 147)
Im übertragenen Sinne steht die Phrase dafür, ein Problem oder eine Sache zügig anzugehen.
Der Begriff wird auch im juristischen Kontext verwendet, etwa wenn es um die genaue Darstellung eines Sachverhalts und die Urteilsfindung geht.

## Trivia
Seit dem 20. März 2017 existiert im Deutschlandfunk die Mediensendung @mediasres, deren Titel – durch Weglassung der Präposition grammatisch und inhaltlich sinnentleert – an in medias res angelehnt ist.